# Colletes ochraceus
Colletes ochraceus là một loài Hymenoptera trong họ Colletidae. Loài này được Swenk mô tả khoa học năm 1906.